# آرشام رضایی
آرشام رضایی با نام اصلی محمود رضایی (زادهٔ ۱۳۷۳) فعال پادشاهی‌خواه و زندانی سیاسی اهل ایران است.

## بازداشت
وی در جلسه دادگاه رسیدگی به اتهامات این فعال مدنی در تاریخ ۷ اسفندماه ۹۷ در شعبه ۲۸ دادگاه انقلاب تهران به ریاست محمد مقیسه اتهامات تبلیغ علیه نظام، اجتماع و تبانی به قصد اقدام علیه امنیت ملی و توهین به رهبری مجموعاً به ۸ سال و ۶ ماه حبس تعزیری محکوم شد. این حکم بعد به ۵ سال حبس تبدیل شد.